# Amphoterus (admiraal)
Amphoterus, broer van Craterus, werd door Alexander de Grote aangesteld als commandant van zijn vloot in de Hellespont in 333 v.Chr. Hij onderwierp in deze hoedanigheid de eilanden in de Middellandse Zee ten oosten van Griekenland die het gezag van Alexander nog niet erkenden. Ook versloeg hij de Perzen en piraten op Kreta en zeilde hij naar de Peloponnesos in 331 v.Chr., waar hij een rebellie neersloeg tegen de Macedonische overheersing.